# Coloborrhis pulchra
Coloborrhis pulchra är en insektsart som beskrevs av Evans 1959. Coloborrhis pulchra ingår i släktet Coloborrhis och familjen dvärgstritar. Inga underarter finns listade i Catalogue of Life.